# Brooks Motor
Brooks Motor Co. Ltd. war ein britischer Hersteller von Automobilen.

## Unternehmensgeschichte
Das Unternehmen aus Foleshill bei Coventry begann 1902 mit der Produktion von Automobilen. Der Markenname lautete Brooks. Im gleichen Jahr endete die Produktion.

## Fahrzeuge
Im Angebot standen die Modelle 8 HP und 12 HP. Zweizylindermotoren von Pinart trieben über eine Kardanwelle die Hinterachse an. Das selbst entwickelte Getriebe hatte drei Gänge. Zur Wahl standen zwei- und viersitzige Aufbauten sowie ein Lieferwagen.